# Curtitoma becklemishevi
Curtitoma becklemishevi é uma espécie de gastrópode do gênero Curtitoma, pertencente à família Mangeliidae.